# Torneo de Bastad 2014
El Torneo de Bastad o Swedish Open es un evento de tenis perteneciente al ATP World Tour en la categoría ATP World Tour 250 y a la WTA en la categoría WTA International Tournaments. Se juega del 7 al 14 de julio en Båstad (Suecia).

## Cabezas de serie

### Individuales masculinos
| Tenista             | Ranking | Preclasificado |
| David Ferrer        | 7       | 1              |
| Tommy Robredo       | 22      | 2              |
| Fernando Verdasco   | 24      | 3              |
| Jerzy Janowicz      | 25      | 4              |
| João Sousa          | 41      | 5              |
| Jérémy Chardy       | 42      | 6              |
| Carlos Berlocq      | 43      | 7              |
| Pablo Carreño Busta | 60      | 8              |

### Dobles masculinos
| Tenista                          | Ranking | Preclasificado |
| Łukasz Kubot Robert Lindstedt    | 34      | 1              |
| Daniele Bracciali Henri Kontinen | 122     | 2              |
| Tomasz Bednarek Mikhail Elgin    | 55      | 3              |
| Johan Brunström Nicholas Monroe  | 130     | 4              |

## Cabezas de serie[2]

### Individuales femeninos
| Tenista                    | Ranking | Preclasificada |
| Serena Williams            | 1       | 1              |
| Flavia Pennetta            | 13      | 2              |
| Carla Suárez Navarro       | 16      | 3              |
| Anastasiya Pavliuchenkova  | 23      | 4              |
| Barbora Záhlavová-Strýcová | 31      | 5              |
| Yvonne Meusburger          | 38      | 6              |
| Camila Giorgi              | 40      | 7              |
| Yaroslava Shvedova         | 52      | 8              |

### Dobles femeninos
| Tenista                                 | Ranking | Preclasificada |
| Julia Görges Katarzyna Piter            | 94      | 1              |
| Gabriela Dabrowski Alicja Rosolska      | 131     | 2              |
| Lara Arruabarrena Silvia Soler Espinosa | 161     | 3              |
| Alexandra Panova Laura Thorpe           | 181     | 4              |

## Campeones

### Individuales masculinos
Pablo Cuevas venció a  João Sousa por 6-2, 6-1

### Individuales femeninos
Mona Barthel venció a  Chanelle Scheepers por 6–3, 7–6(7–3)

### Dobles masculinos
Johan Brunström /  Nicholas Monroe vencieron a  Jérémy Chardy /  Oliver Marach por 4–6, 7–6(7–5), [10–7]

### Dobles femeninos
Andreja Klepač  /  María Teresa Torró Flor vencieron a  Jocelyn Rae /  Anna Smith por 6–1, 6–1